# Giuseppe Cavanna
Giuseppe Cavana (ur. 18 września 1905 w Vercelli, zm. 3 listopada 1976 tamże) – włoski piłkarz, bramkarz.
Rozpoczął karierę w 1924 w Pro Vercelli. Przez pięć lat rozegrał tam 65 meczów, po czym zmienił klub na SSC Napoli. Po 151 rozegranych spotkaniach w 1936 przeniósł się do Benevento Calcio. Po roku gry powrócił do Pro Vercelli, gdzie rozegrał 40 meczów i w 1939 zakończył karierę.
Rozegrał 6 spotkań w reprezentacji Włoch B. Był rezerwowym bramkarzem reprezentacji Włoch na mundialu 1934, ale nie wystąpił na boisku.